# ماتيو غارسيا
ماتيو إيزيكييل غارسيا (بالإسبانية: Mateo Ezequiel García)‏ (مواليد 10 سبتمبر 1996 - قرطبة ، الأرجنتين) لاعب كرة قدم أرجنتيني ، يلعب في مركز خط الوسط ، ويلعب حاليًا لنادي لاس بالماس الإسباني.

## روابط خارجية
- ماتيو غارسيا على موقع الاتحاد الأوربي (الإنجليزية)
- ماتيو غارسيا على موقع إي إس بي إن إف سي (الإنجليزية)
- ماتيو غارسيا على موقع قاعدة بيانات كرة القدم.إي يو (الإنجليزية)
- ماتيو غارسيا على موقع Soccerbase.com (لاعب) (الإنجليزية)
- ماتيو غارسيا على موقع Soccerway.com (الإنجليزية)
- ماتيو غارسيا على موقع AS.com (الإسبانية)